# Ледофобность
Ледофобность — способность твердой поверхности отталкивать лед или предотвращать его образование за счет определенной топографической структуры поверхности. Слово «ледофобный» впервые было использовано по крайней мере в 1950 году, однако прогресс в области микрорельефных поверхностей привел к росту интереса к ледофобности с 2000-х годов. Основной отличительной особенностью ледофобных поверхностей состоит в том, что они не требуют противообледенительной защиты, специальной обработки или химических покрытий для предотвращения образования льда.